# (170027) 2002 VH5
(170027) 2002 VH5 (2002 VH5, 2005 LC34) — астероїд головного поясу, відкритий 5 листопада 2002 року.
Тіссеранів параметр щодо Юпітера — 3,268.